# Biuro Przedstawicielskie Tajpej w Polsce
Biuro Przedstawicielskie Tajpej w Polsce, Przedstawicielstwo Tajpej w Polsce (chiń. 駐波蘭臺北代表處) – półoficjalne przedstawicielstwo Tajwanu, znajdujące się w Warszawie przy ul. Emilii Plater 53.

## Historia przedstawicielstwa i siedziby
Polska nie utrzymując stosunków dyplomatycznych z Tajwanem, koncentruje się na rozwoju bilateralnych kontaktów gospodarczych. W 1992 Tajwan otworzył swoje przedstawicielstwo w Warszawie pod nazwą Biura Kulturalno-Gospodarczego Tajpej przy ul. Koszykowej 54 (2001-2004), które następnie przeniesiono na ul. Emilii Plater 53.
Z dniem 1 sierpnia 2018 Biuro Gospodarcze i Kulturalne Tajpej w Warszawie zmieniło nazwę na Biuro Przedstawicielskie Tajpej w Polsce.

## TAITRA
Od 1998 działa też w Warszawie przedstawicielstwo Tajwańskiej Rady Rozwoju Handlu Zagranicznego (ang. Taiwan External Trade Development Council – TAITRA), początkowo przy ul. Domaniewskiej 41, od 2014 również przy ul. Emilii Plater 53.